# Christus-König-Kirche (Essen)

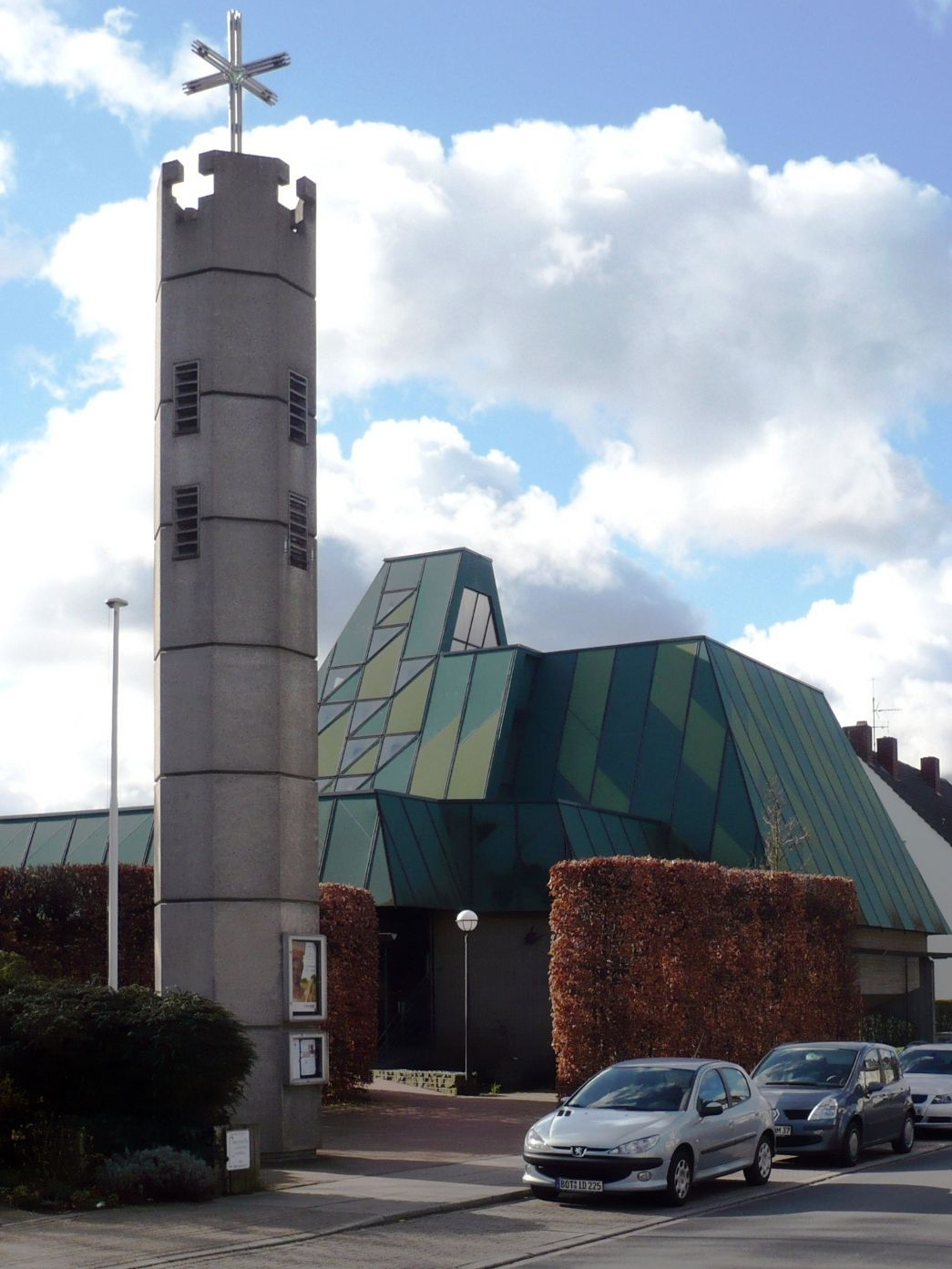
Christus-König-Kirche, März 2008.

Die Christus-König-Kirche ist ein katholisches Kirchengebäude im Essener Stadtteil Haarzopf.
Es wurde 1976/77 an der Stelle der ersten Kirche der Gemeinde aus dem Jahr 1929 gebaut und ist von den Erneuerungen durch das Zweite Vatikanische Konzil (1962–1965) geprägt. Die Kirche wurde durch den Bischof von Essen, Franz Hengsbach, am 21. August 1977 geweiht. Der Architekt war Ernst Burghartz.

## Der Kirchenbau
Zum Vorgängerbau der heutigen Christus-König-Kirche, dessen Architekt Emil Jung war, fand die Grundsteinlegung am 5. Mai 1929 und die Einweihung am 27. Oktober 1929 statt.
Die heutige Kirche erinnert an ein Zelt und weist symbolisch darauf hin, dass die Menschen als Volk Gottes unterwegs sind. Die Deckenbalken sind wie die Streben eines Zeltes angeordnet. Mittelpunkt der Kirche ist der Altar. Die Zeichen für den Auferstandenen, der zur Rechten des Vaters thront, sind etwas verborgen in dem Lichtturm über dem Altar.
Der Altar aus ungarischem Marmor ist nach dem Entwurf des Architekten in der Form einer aufgehende Blüte aus einem Block geschlagen.
Die Figur des Gekreuzigten hängt an einem Betonpfeiler. Die Christusfigur wurde von Gottfried Kappen († 1981) aus Kirchhellen gestaltet.

### Die Symbole im Lichtturm
Christus ist als Pantokrator in Zeichen angedeutet. Im Lichtturm über dem Altar ist oben ein Auge dargestellt, darunter ein sprechender Mund, dann eine segnende und eine lehrende Hand. In der Mitte ist ein Buch mit dem Alpha und Omega, darunter die Weltformel von Werner Heisenberg als modernes Symbol für das Weltgeschehen. Ganz unten ist der linke Fuß vorgestreckt, ein Hinweis auf das Kommen Christi in Herrlichkeit.
Aus dem Lichtturm steigen Feuerzungen herab, Zeichen für den Heiligen Geist. Diese Feuerzungen sind auf den Altar ausgerichtet, auf dem im Sakrament Christus gegenwärtig wird.

### Feuerzungen über der Gemeinde
Aus dem kleinen Lichtturm über dem Altar der Kirche steigen Flammen herab. Sie sind ausgerichtet auf den Altar; sie verteilen sich aber auch unter dem Dach auf alle Seiten, so dass ringsum in der Kirche Feuerzungen über der Gemeinde stehen. Auf diese Weise ist das Pfingstereignis dargestellt und auf die Gemeinde bezogen.

### Der Ambo
Der Ambo hat die Gestalt eines Adlers mit ausgebreiteten Schwingen, die das Buch mit dem Wort Gottes tragen. Der Ambo ist ebenfalls ein Werk von G. Kappen.

### Maria – die Mutter Christi
Die Marienfigur ist eine Nachbildung aus dem Prämonstratenserkloster Steingaden, eine typische Barockfigur. Das verspielte, prachtvolle mit Gold durchwirkte Gewand nimmt die Schlichtheit der einfachen Frau von ihr. Die Geste ihrer Hand ist stilisiert, nicht natürlich. Sie präsentiert ihren Sohn eher als dass sie ihn hält. Er spielt mit den Fingern der Mutter. Die Frömmigkeit dieser Zeit drückt nicht mehr die Sehnsucht nach dem Himmel aus, der Himmel selbst wird dargestellt.
Die Gestaltung der Marienwand nimmt sich zurück, Maria steht im Mittelpunkt, tritt lebendig und stark in Erscheinung. Eine große, den Raum abgrenzende Stahlplatte beruhigt den Hintergrund.

### Der Kreuzweg
Mit dieser ersten Station „Jesus wird von Pilatus zum Tode verurteilt“ beginnt der Kreuzweg. Die fünfzehn Kreuzwegstationen – 30 bis 40 cm große Tonplastiken – wurden geschaffen von Ute Hampel aus der Gemeinde. Der Kreuzweg wurde 1985 von Bischof Franz Hengsbach eingeweiht.

### Die Orgel
Die Orgel wurde gebaut von dem Orgelbauunternehmen Gebrüder Stockmann in Werl-Westfalen. Der Entwurf erfolgte in Zusammenarbeit mit dem Bistum Essen, Kantor M. Elbers und Dombaumeister Heinz Dohmen. Eingeweiht wurde die Orgel am Ostermontag, den 4. April 1988.

### Heilige aller Völker und Zeiten
Der Kölner Künstler Professor Hubert Berke hat eine Glaswand mit 32 lebensgroßen Heiligengestalten geschaffen, denen der Beschauer gegenübersteht: Mose und Jesaja, Johannes der Täufer, Augustinus, Martin von Tours, Franz von Assisi, Suitbert, Liudger und Altfrid, Franz von Xaver, Rosa von Lima, afrikanische Märtyrer aus Uganda, Märtyrer in Japan, Elisabeth Ann Seton und Maximilian Kolbe.

## Glocken
In dem Glockenturm aus Fertigbetonteilen hängen drei kleine Glocken. Sie sind gestimmt auf: cis′′ – e′′ – fis′′. Die beiden größeren Glocken wurden 1979 von der Glockengießerei Petit & Gebr. Edelbrock aus Gescher gegossen. Die kleine fis-glocke wurde von der Glockengießerei Otto aus Hemelingen/Bremen im Jahr 1883 ursprünglich für die Pfarrei St. Markus in Essen-Bredeney gegossen, von dieser aber der Christus-König-Kirche überlassen.